# Vassar College
Il Vassar College è un rinomato college privato e coeducativo di arti liberali situato a Poughkeepsie, nello Stato di New York, Stati Uniti. Fondato nel 1861 da Matthew Vassar, fu il primo istituto superiore statunitense a rilasciare titoli di studio a donne. Pur essendo storicamente una delle Seven Sisters – i primi college femminili d'élite – divenne coeducativo nel 1969, dopo che la Yale University propose una possibile fusione.
Oggi offre corsi di laurea B.A. in oltre 50 discipline, con un curriculum flessibile che incoraggia studi diversificati. La vivace vita studentesca include gruppi teatrali, comici, di canto a cappella, squadre sportive, associazioni di volontariato e persino un gruppo circense. Le squadre sportive, i Vassar Brewers, competono nella NCAA Division III (maschile e femminile) come membri della Liberty League.
Il campus si estende su oltre 400 ettari e vanta più di 100 edifici, tra cui due punti di riferimento storici nazionali e un sito nel National Register of Historic Places. L'arboreto ospita oltre 200 specie arboree, una riserva di piante autoctone e un'area naturale protetta di 160 ettari, pari a 1,6 Kmq.

## Storia
Fondato nel 1861 come istituto femminile con il nome di Vassar Female College, il Vassar fu il secondo membro delle Seven Sisters, l'élite di college femminili storicamente affini alla Ivy League. Nacque grazie al birraio Matthew Vassar nella Hudson Valley, a circa 110 km a nord di New York City. Il primo rettore fu il Dr. John H. Raymond, affiancato da dieci docenti e ventuno istruttori. Maria Mitchell, astronoma, fu la prima personalità ad essere nominata al Vassar nel 1865. Già dopo un anno, Matthew Vassar eliminò l'aggettivo "Female" dal nome, inducendo alcuni a Poughkeepsie (New York) a credere in una futura coeducazione, divenuta realtà nel 1969.
Il Vassar accolse i primi studenti maschi nel secondo dopoguerra grazie al G.I. Bill, pur essendo formalmente un college femminile. Questi laureati ricevevano il diploma dalla University of the State of New York, ma i loro titoli vennero poi riemessi con il nome del Vassar quando l'istituto divenne ufficialmente coeducativo. La scelta definitiva per la coeducazione seguì il rifiuto dell'offerta di fusione con la Yale University – sua storica istituzione affine – durante l'ondata di fusioni tra college maschili della Ivy League e i corrispettivi femminili delle Seven Sisters.

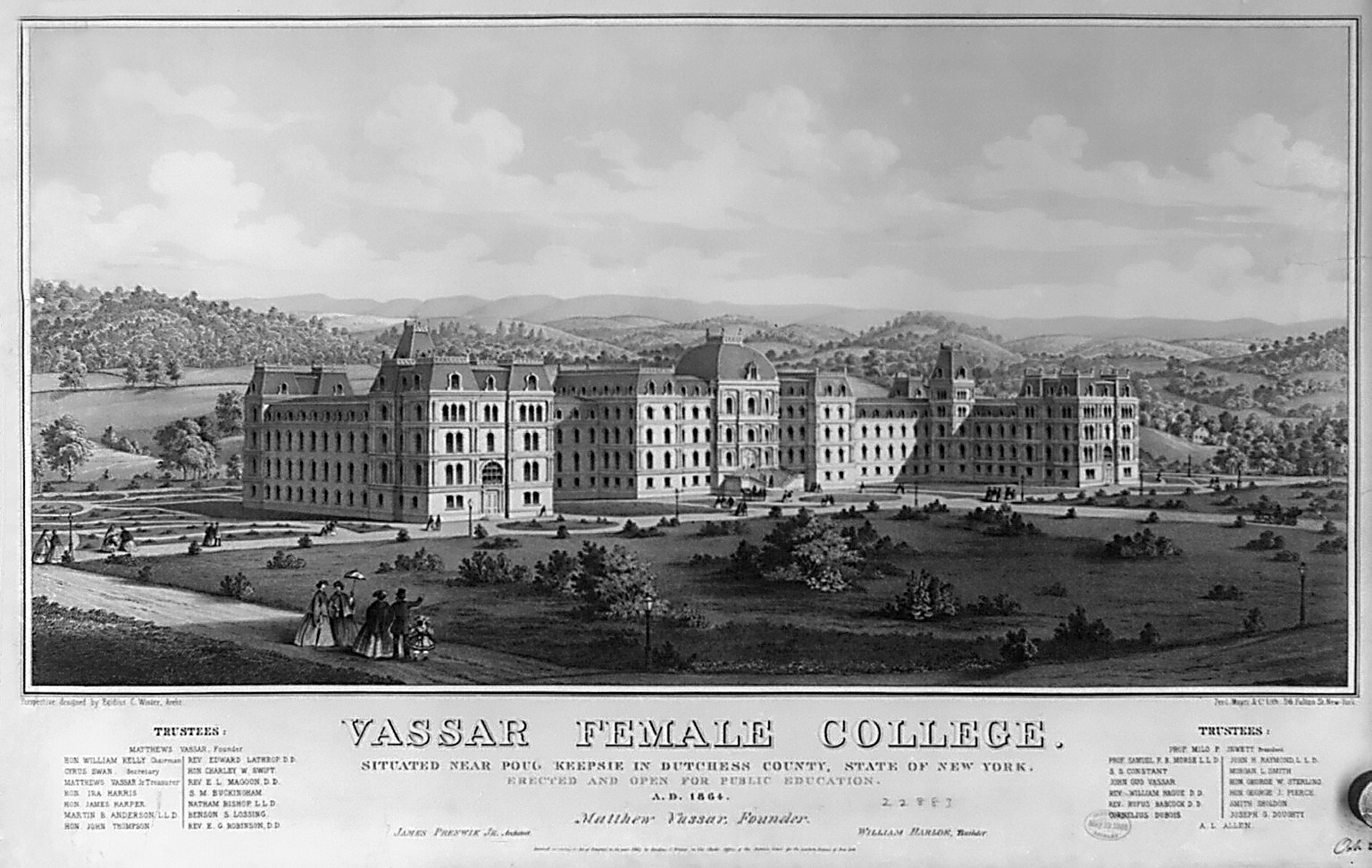
Main Building, costruito nel 1861 dall'architetto James Renwick Jr, aveva lo spazio interno più ampio di qualsiasi edificio negli Stati Uniti, fino a quando il Campidoglio degli Stati Uniti fu completato nel 1868.

 Nei suoi albori, il college vantava legami con l'élite sociale dell'establishment protestante. Come scrisse Edward Digby Baltzell, "le famiglie WASP di classe superiore educarono i loro figli in college quali Harvard, Princeton, Yale e Vassar"; un ristretto numero di studenti selezionati accedeva alla società segreta Delta Sigma Rho, nata nel 1922. Anche Franklin Delano Roosevelt, prima di divenire Presidente degli Stati Uniti, ne fece parte.
Circa 2450 studenti frequentano il college, con una residenzialità del 98% nel campus. Il 60% proviene da scuole pubbliche, il 40% da private (indipendenti o religiose). La composizione attuale vede il 56% di donne e il 44% di uomini, in linea con la media nazionale dei college di arti liberali. L'insegnamento è affidato a oltre 290 docenti, quasi tutti con dottorato o titolo equivalente. Il rapporto studenti/docenti è di 8:1, con classi medie di 17 studenti.
Negli ultimi anni, gli studenti di colore costituiscono il 32-38% delle nuove matricole. Gli studenti internazionali, da più di 60 nazioni, rappresentano l'8-10% del corpo studentesco. Nel maggio 2007, coerentemente con l'impegno per un'istruzione equa e diversificata, Vassar ha ripristinato una politica di ammissione "blind" rispetto alle condizioni economiche degli studenti.
Frances Daly Fergusson ha guidato il Vassar per due decenni, ritirandosi nella primavera 2006; le è succeduta Catharine Bond Hill, già rettrice del Williams College, in carica per un decennio fino al 2016. Dal 2017, la guida del college è affidata a Elizabeth Howe Bradley.

## Campus

### Architettura

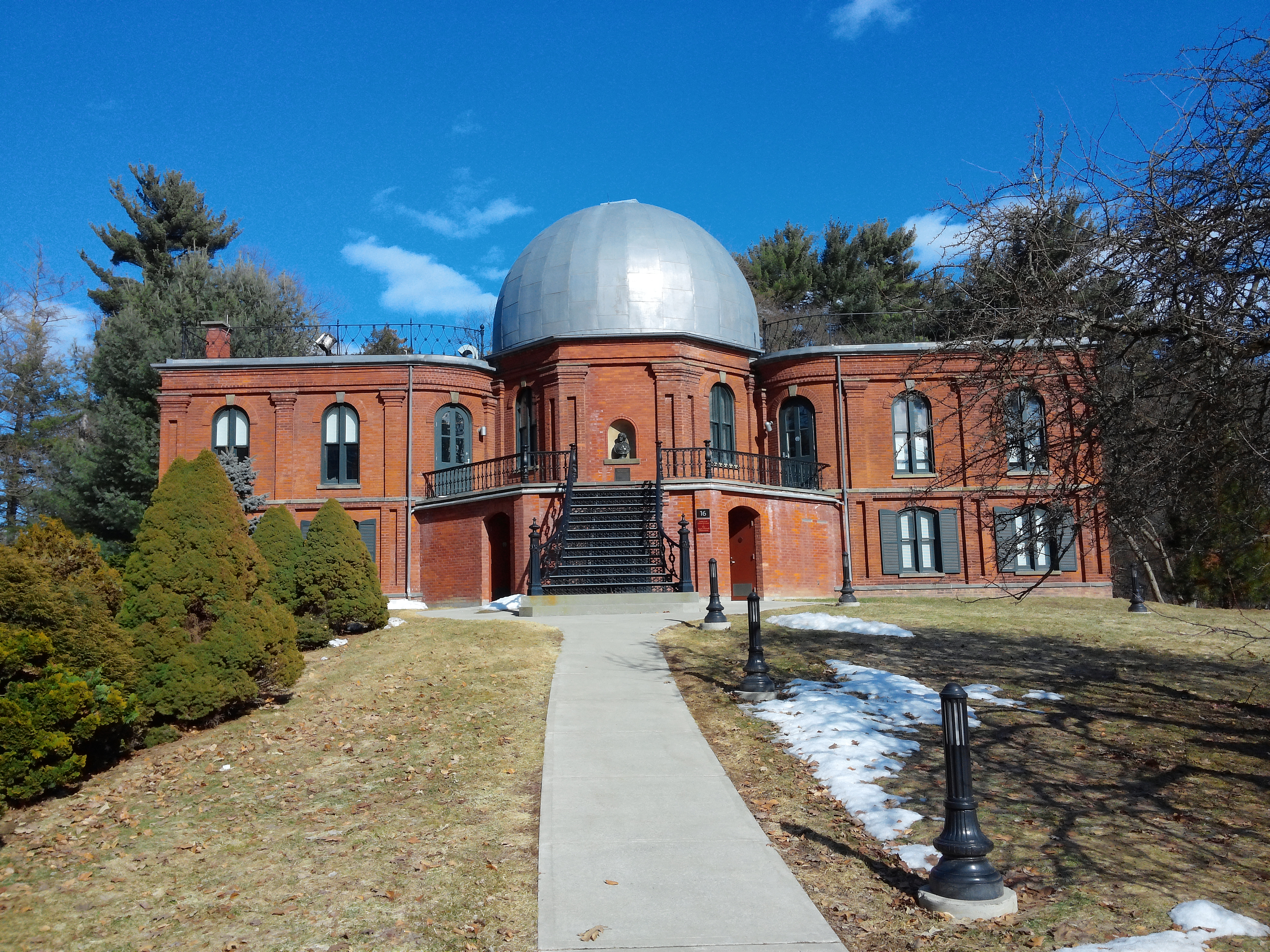
L'Osservatorio del Vassar College e il Main Building spiccano quali due monumenti storici nazionali nel campus.

Il campus del Vassar, esteso per 400 ettari e arricchito da un arboreto, annovera oltre 100 edifici in stili diversi, dal gotico collegiale al razionalismo, molti di pregio architettonico. Cuore del campus è il Main Building, mirabile esempio di architettura del Secondo Impero negli Stati Uniti; all'epoca della sua inaugurazione, era l'edificio con maggiore superficie calpestabile negli Stati Uniti, ospitando l'intero college con aule, dormitori, musei, biblioteche e refettori. Progettato da James Renwick Jr, noto per lo Smithsonian Institution Building di Washington, fu completato nel 1865, quando solo l'Osservatorio Astronomico era già presente. Entrambi figurano tra i monumenti storici nazionali. Nel 1915 il college acquisì la Rombout House, aggiunta al registro nazionale dei luoghi storici nel 1982.
Oltre agli storici edifici in laterizio, spiccano notevoli strutture moderne e contemporanee. La Ferry House, cooperativa studentesca, è opera di Marcel Breuer (1951), mentre la Noyes House reca la firma del finlandese-americano Eero Saarinen. L'edificio chimico Seeley G. Mudd Chemistry, firmato Perry Dean Rogers, costituisce un esempio di progettazione solare passiva. César Pelli progettò invece il Lehman Loeb Art Center, completato nei primi anni '90, e curò nel 2003 la ristrutturazione della hall del Main Building e la trasformazione dell'Avery Hall Theater nel Vogelstein Center for Drama and Film (costo: 25 milioni di dollari), preservando la facciata ottocentesca ma realizzando una struttura completamente nuova.

### Biblioteche

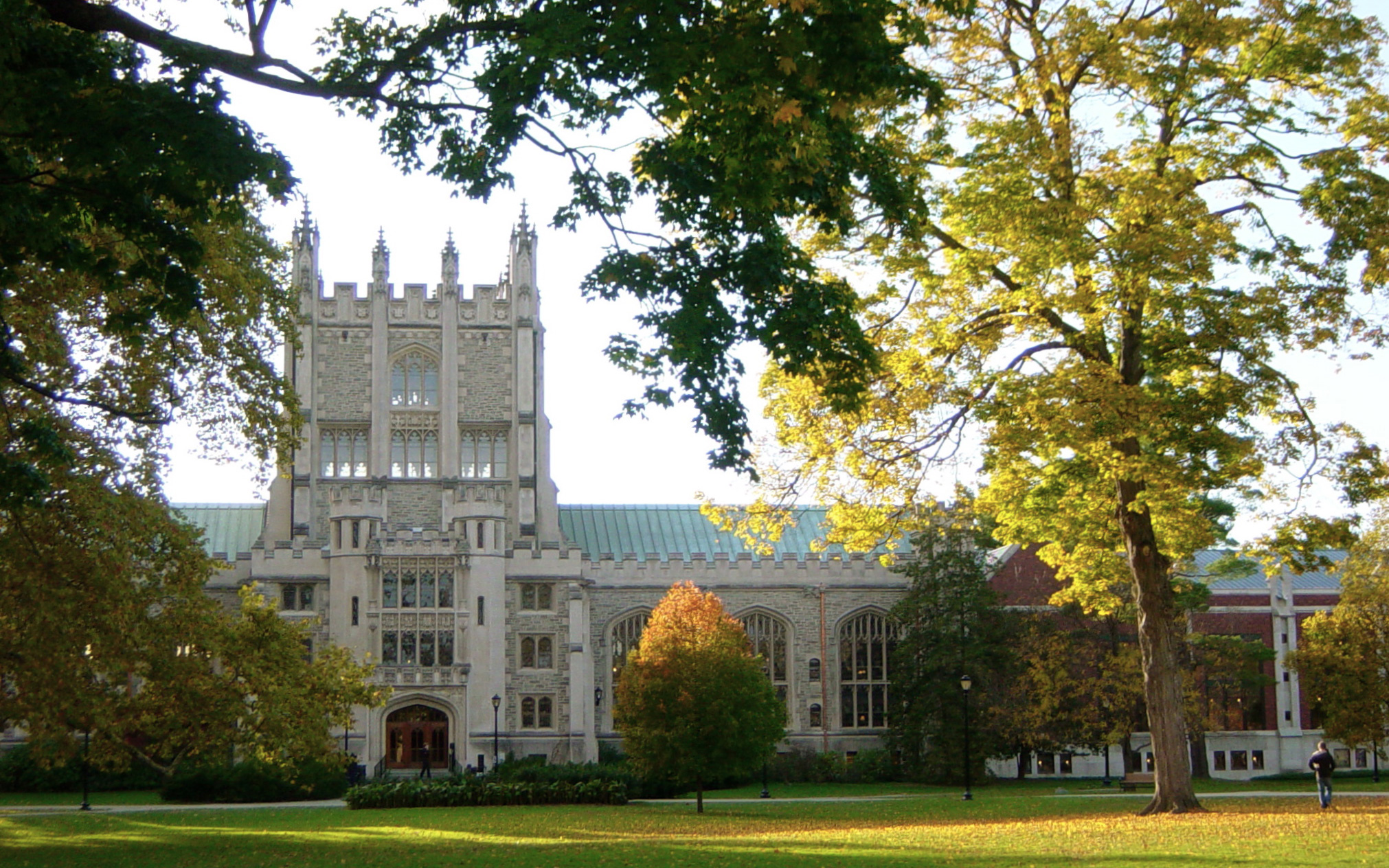
Vassar's Thompson Library

Il Vassar vanta uno dei più vasti patrimoni librari tra le biblioteche universitarie statunitensi. La collezione odierna – distribuita in otto biblioteche del college – comprende circa un milione di volumi, oltre a 7500 tra periodici e giornali, una cospicua raccolta di microfilm e microschede, e prestigiose sezioni speciali dedicate a figure come Ellen Swallow Richards, Albert Einstein, Mary McCarthy ed Elizabeth Bishop. La biblioteca del college è designata biblioteca federale depositaria per documenti governativi statunitensi selezionati dal 1943, ricevendo tuttora circa il 25% dei titoli disponibili tramite il Federal Depository Program.  Dal 1988 funge anche da centro di riferimento per lo Stato di New York, integrandosi nel programma di archiviazione statale, e acquisisce selettivamente pubblicazioni delle Nazioni Unite.
Nel 2001 si concluse un significativo intervento di ammodernamento della Thompson Library.
Gli spazi interni ed esterni della Van Ingen Art Library furono rinnovati da giugno 2008 a maggio 2009, con l'obiettivo di recuperarne il progetto e l'aspetto originari. Si trattò del primo restauro importante della biblioteca dalla sua costruzione nel 1937.

### Frances Lehman Loeb Art Center

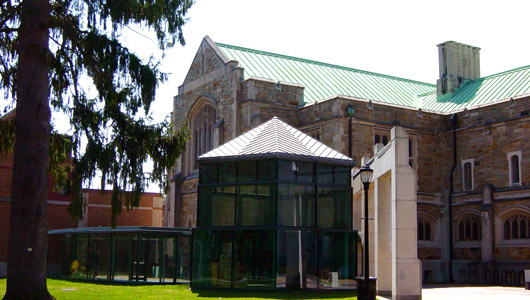
Il Frances Lehman Loeb Art Center.

l Vassar College fu il primo negli Stati Uniti a nascere con un museo di notevoli dimensioni integrato nel suo progetto originario. Matthew Vassar, convinto che "l'arte dovrebbe elevarsi audacemente come forza educativa", dotò il college di un'ampia collezione di dipinti della Hudson River School, esposti nell'edificio principale. Tale raccolta, nota come Collezione Magoon, è tuttora considerata tra le più importanti a livello nazionale per la pittura della Hudson River School. La Frances Lehman Loeb Gallery, uno dei maggiori musei universitari d'arte negli Stati Uniti, espone una selezione di 18.000 opere d'arte del Vassar nell'edificio progettato da César Pelli.
Oggi, la collezione spazia dall'arte antica alle creazioni contemporanee, includendo maestri europei quali Brueghel, Gustave Doré, Picasso, Balthus, Bacon, Vuillard, Cézanne, Braque, Bonnard, e opere di spicco di pittori americani del XX secolo come Jackson Pollock, Agnes Martin, Mark Rothko, Marsden Hartley, Georgia O'Keeffe, Charles Sheeler e Ben Shahn. Il gabinetto dei disegni e delle stampe vanta una collezione di rilievo negli Stati Uniti, con incisioni di Rembrandt (tra cui esemplari importanti come la Hundred Guilder Print e Three Trees) e Dürer, oltre a fotografie di Cindy Sherman, Diane Arbus e altri autori. Gli studenti possono collaborare attivamente con il centro artistico tramite il comitato studentesco del Frances Lehman Loeb Art Center, aperto anche agli iscritti del primo anno.
Nel novembre 2016, la galleria inaugurò al secondo piano la Hoene Hoy Photography Gallery, intitolata ad Anne Hoene Hoy della classe del 1963.

### Futuro

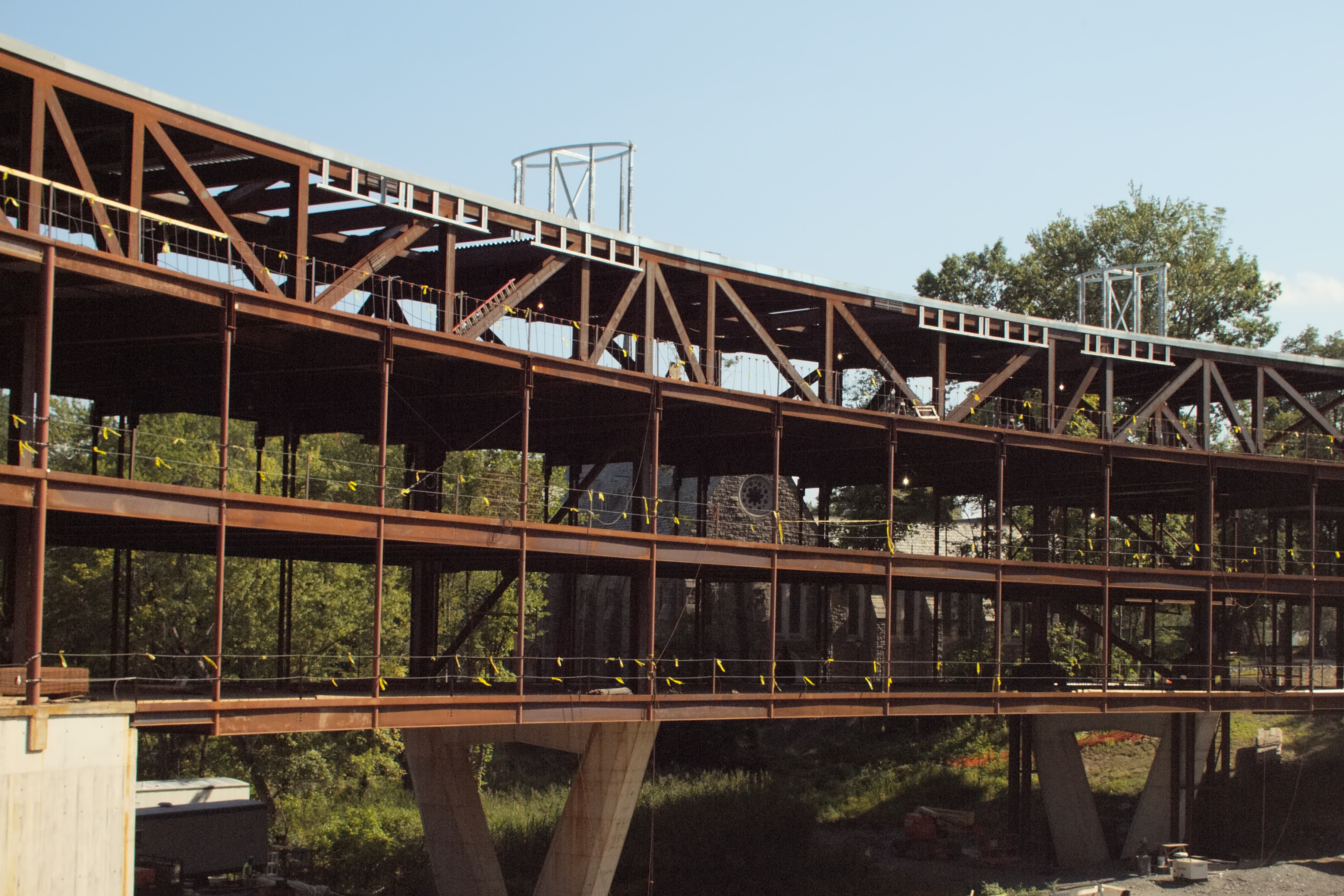
Costruzione del nuovo ponte per le scienze di laboratorio di Vassar, ad agosto 2014.

Nel 2011, il Vassar avviò un piano da 120 milioni di dollari per ammodernare le strutture scientifiche, imperniato sulla realizzazione di un nuovo ponte per le scienze di laboratorio da 90 milioni. Il progetto incluse la riqualificazione della Olmsted Hall of Biological Sciences, del New England Building e del Sanders Physics Building, oltre alla costruzione di un innovativo centro di scienza integrata, un edificio-ponte di connessione con la Olmsted Hall che sovrasta il Fonteyn Kill, volto a promuovere una comunità scientifica collaborativa e interdisciplinare. La costruzione del ponte terminò nel gennaio 2016.
La Davison House, una delle nove residenze del Vassar, fu rinnovata nell'anno accademico 2008-2009, risultando inagibile e comportando la temporanea ridistribuzione degli studenti in altri alloggi. Questo fu il secondo dormitorio ristrutturato secondo il piano generale di rinnovamento degli alloggi studenteschi, dopo la Jewett di alcuni anni prima. Sebbene inizialmente prevista per la chiusura e il rinnovo nell'anno accademico 2010-2011, la completa ristrutturazione della Lathrop venne annullata a causa della crisi economica, optando per miglioramenti graduali. Anche la Josselyn beneficiò di interventi migliorativi nel 2011.

## Accademico

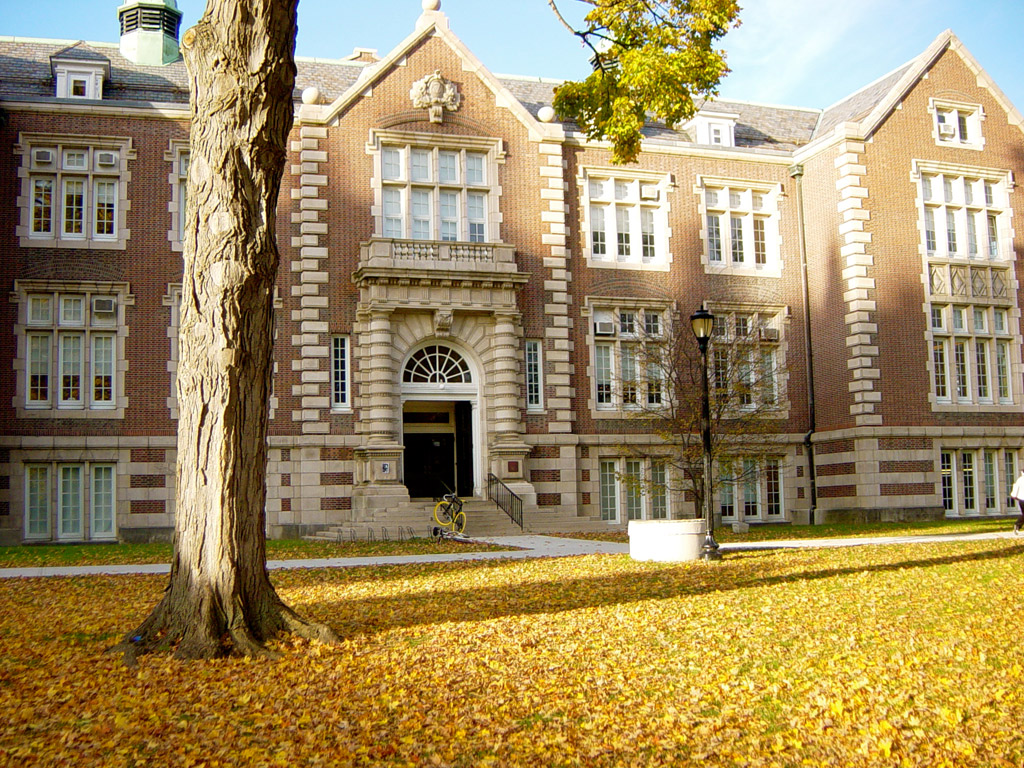
La Rockefeller Hall, costruita nel 1897, ospita i dipartimenti di Scienze politiche, Filosofia e Matematica.

Il Vassar rilascia il titolo di Bachelor of Arts (BA) in oltre 50 majors, incluso il Major indipendente, che permette agli studenti di autoprogettare il proprio percorso, affiancato da svariate aree di studio interdisciplinari e multidisciplinari. Gli studenti possono inoltre accedere a programmi come il SILP (Self-Instructional Language Program), con corsi di hindi, irlandese/gaelico, coreano, portoghese, swahili, svedese, turco e yiddish. Il college adotta un curriculum flessibile volto a promuovere un'ampia formazione; pur con requisiti specifici per ogni area, la competenza in lingua straniera, un corso quantitativo e uno di scrittura sono gli unici vincoli generali per la laurea. Lo studio all'estero è fortemente incoraggiato e praticato durante uno o due semestri del junior year. Gli studenti (generalmente al terzo anno) possono trascorrere un semestre o un anno negli Stati Uniti o all'estero; il Vassar promuove programmi in Cina, Francia, Germania, Grecia, Inghilterra, Irlanda, Italia, Marocco, Messico, Russia, Spagna e Turchia, e consente l'adesione a programmi pre-approvati di altri colleges. È possibile richiedere programmi approvati presso varie istituzioni statunitensi, inclusi gli Historically Black Colleges and Universities e i membri del Twelve College Exchange.
Tutti i corsi sono tenuti direttamente dai docenti, senza alcun ricorso a graduate students o assistenti; le aree di studio più frequentate sono inglese, scienza politica, psicologia, economia e biologia. Il Vassar offre anche diverse related sequences, o minors, per un approfondimento intensivo in molteplici discipline.

### Ammissioni
|                     | 2017      | 2016      | 2015      | 2014      | 2013      | 2012      |
| ------------------- | --------- | --------- | --------- | --------- | --------- | --------- |
| Candidati           | 7 746     | 7 306     | 7 556     | 7 784     | 7 597     | 7 908     |
| Ammessi             | 1 842     | 1 964     | 1 947     | 1 832     | 1 832     | 1 806     |
| Tasso di ammissione | 23,8%     | 26,9%     | 25,8%     | 23,5%     | 24,1%     | 22,8%     |
| Iscritti            | 626       | 660       | 667       | 663       | 666       | 659       |
| SAT range           | 2030-2210 | 2040-2220 | 1990-2240 | 1980-2240 | 1970-2230 | 1960-2240 |
| ACT range           | 31-33     | 30-33     | 30-33     | 30-33     | 30-33     | 29-32     |

Per la classe 2021 (iscrizioni aperte nell'autunno 2017), Vassar ha ricevuto 7.746 domande, accettandone 1.842, pari al 23,8% del totale. In termini di posizionamento scolastico, il 68% degli iscritti si collocava nel primo 10% delle rispettive scuole superiori, mentre il 93% nel primo 25%. I punteggi SAT mediani per la classe del 2020 erano 710 in lettura critica, 710 in matematica e 700 in scrittura; l'intervallo centrale del 50% dei punteggi SAT era 1350-1470 per lettura critica e matematica e 2030-2210 per il totale. Il punteggio medio composito ACT era 32, con un intervallo centrale del 50% tra 31 e 33.
La classe entrante del 2019 era composta per il 57% da donne e per il 43% da uomini, includendo studenti da 44 stati, Isole Marianne settentrionali, Porto Rico e 30 nazioni estere (il 15,9% degli immatricolati era internazionale). Gli studenti di colore (inclusi i non cittadini) rappresentavano il 41,1% della classe. Il 62% delle matricole di Vassar ha ricevuto un sostegno finanziario."

### Dopo Vassar
Oltre la metà dei laureati Vassar prevede di proseguire gli studi entro cinque anni dal diploma (circa un quinto subito dopo). Tra i candidati a medicina, il 76% è stato ammesso; l'86% a giurisprudenza. Vassar offre un database di oltre 30.000 alumni per consigli e opportunità di carriera. Numerosi laureati si sono distinti, ricevendo Oscar, Emmy, Tony, Peabody e Golden Globe per cinema, TV e teatro; MacArthur Fellowships ("genius grant") in astrofisica, epidemiologia e medicina; premio Pulitzer per letteratura, poesia e inchieste; nonché Medaglia presidenziale della libertà e Medaglia nazionale della scienza per risultati in as

## Vita studentesca

### Tradizioni

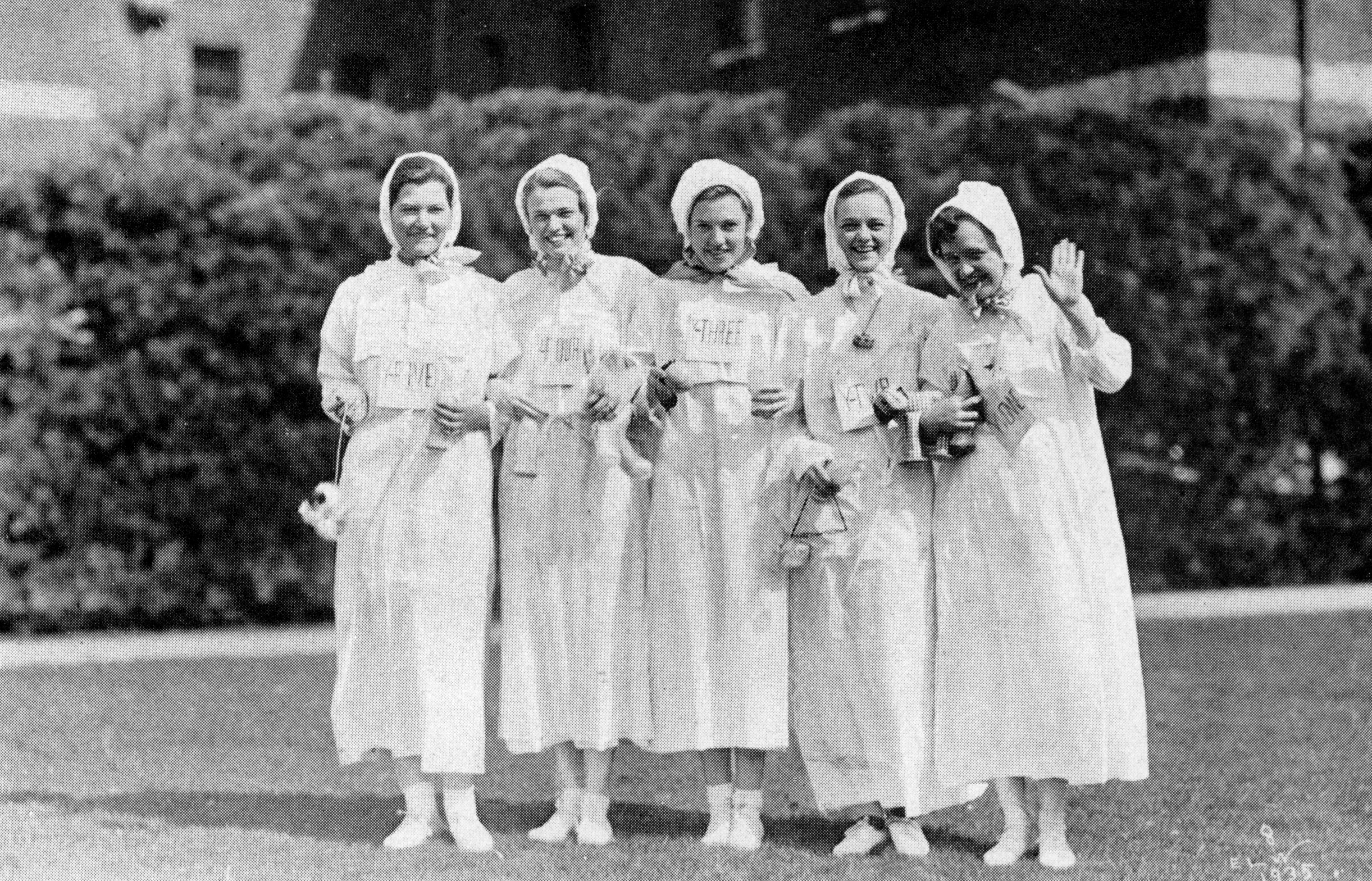
Studenti Vassar festeggiano il Founder's Day, 1935.

Il Founder's Day Festival è un evento annuale al Vassar College, tipicamente a fine aprile/inizio maggio. Nato come festa di compleanno a sorpresa per il fondatore Matthew Vassar, è divenuto una celebrazione annuale. Inizialmente spontaneo con conferenze, presto si trasformò in spettacoli teatrali e altre attività ricreative. Seguirono eventi circensi e fieristici, poi concerti moderni su due giorni. Recentemente, sono stati introdotti temi come Le avventure di Alice nel Paese delle Meraviglie, Dinosauri, Vassar 1800, Nickelodeon, Nintendo e Candy Land. Al Founder's Day si sono esibiti The Walkmen, Edan, DJ / rupture, Odd Nosdam, Jel, Toro y Moi e Odesza.

### Organizzazioni extrascolastiche

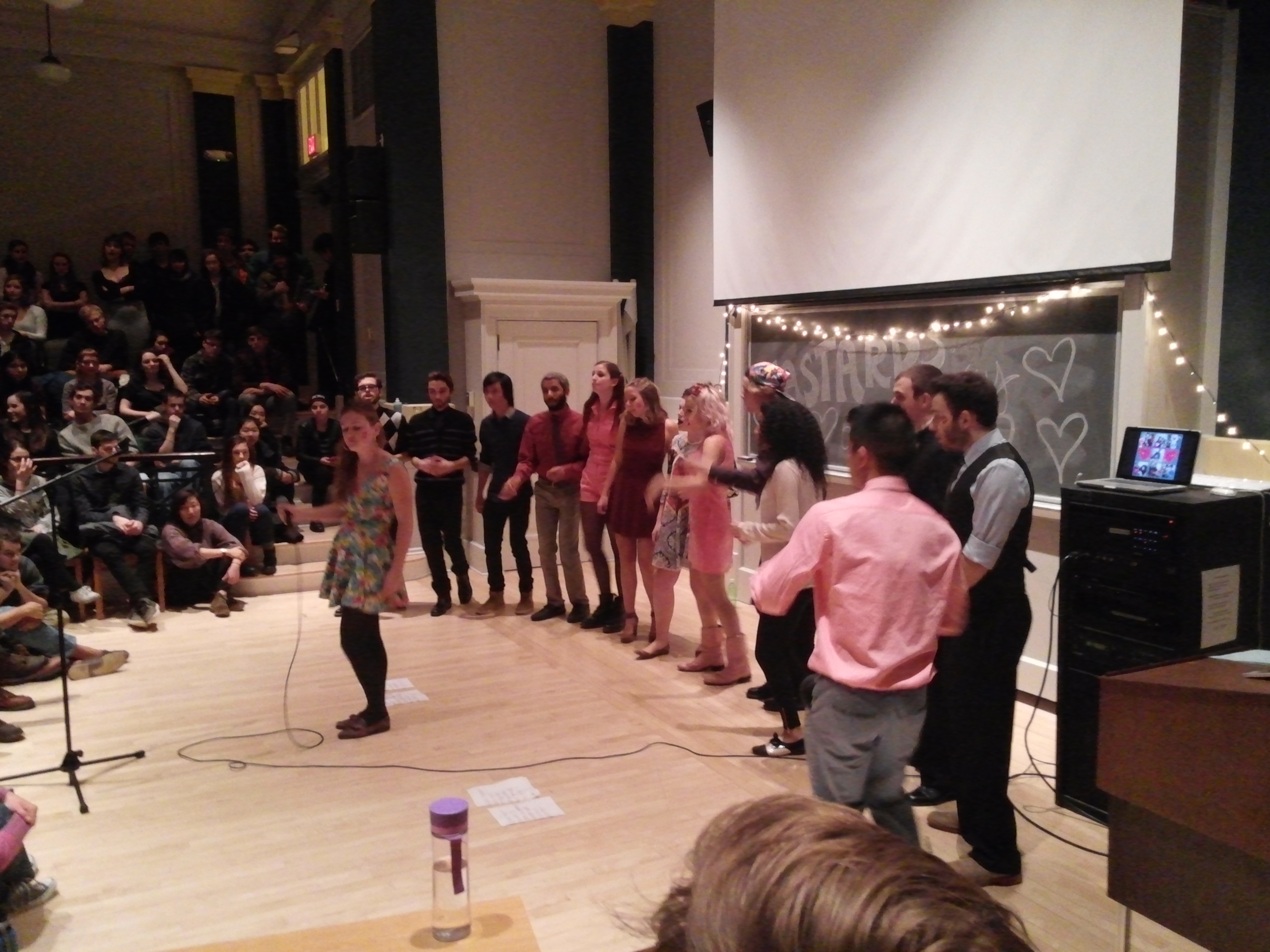
I Vastards si esibiscono nel 2014.

I Night Owls, istituiti negli anni '40, sono, a partire dal 2017, uno dei più vecchi gruppi collegiali a cappella esistenti negli Stati Uniti e uno dei nove gruppi di musica vocale di Vassar. Altri gruppi includono i Vastards (specializzati nella musica degli anni 2000), Broadway and More (BAM; showtunes), gli Accidentals (gli Axies, l'unico gruppo maschile a cappella a Vassar), Beauty and the Beats (concentrandosi sulla musica dai film Disney), Home Brewed (ex Matthew's Minstrels, il primo gruppo misto di genere a cappella del college), i Vassar Devils, Measure 4 Measure (entrambi gruppi senza temi) e AirCappella (un ensemble di soli fischietti). Alcuni gruppi a cappella si esibiscono e gareggiano, tra cui i Vassar Devils, che hanno partecipato all'International Championship of Collegiate A Cappella nel 2015."
- The Philaletheis Society, fondata nel 1865 come società letteraria, è il più antico gruppo teatrale del campus. È oggi un gruppo teatrale interamente gestito dagli studenti.[43] Tra gli altri gruppi figurano Unbound (teatro sperimentale), Woodshed (una troupe focalizzata sul teatro di creazione collettiva, o devised theatre) e Idlewild (un ensemble interamente femminile).[44] Britomartis, fondato nel 2011, è l'unico gruppo di Vassar dedicato esclusivamente a questa forma di teatro.[45] Vi sono inoltre il Future Waitstaff of America (per i musical), l'Ebony Theatre Ensemble (dedicato al teatro nero) e due compagnie shakespeariane: la Shakespeare Troupe e i Merely Players.[44] Le esibizioni si svolgono in varie sedi del campus, incluso il Susan Stein Shiva Theater, un teatro black box interamente gestito da studenti. Il college ospita inoltre il programma estivo Powerhouse Summer Theatre.
- Happily Ever Laughter ("HEL"), fondato nel 1993, è il più antico gruppo comico del campus specializzato in sketch.[46] Segue No Offense, formatosi nel settembre 2000 per iniziativa di due ex membri del precedente gruppo Laughingstock (sciolto dalla VSA nel marzo 2000 in seguito a uno sketch controverso).[47] The Limit, un altro gruppo di sketch comici, è nato alcuni anni più tardi.[48] Indecent Exposure, una troupe interamente femminile fondata nel 2004, propone sia sketch che Stand-up comedy.[49] Comedynormative, nato nel 2009, si esibisce esclusivamente in cabaret.[50] Vassar conta inoltre tre gruppi di improvvisazione comica: Vassar Improv (VCVI), Committed e Casual Improv.[51][52][53]
- I Vassar Greens sono il gruppo ambientalista di Vassar. Il gruppo si adopera per promuovere cambiamenti concreti e duraturi nel campus e nella più ampia comunità di Poughkeepsie, attraverso iniziative quali il divieto dell'acqua in bottiglia, l'implementazione del compostaggio e la sensibilizzazione degli amministratori locali verso pratiche di gestione dei rifiuti più sostenibili. Recentemente, il gruppo ha inaugurato il "Mercato Libero" (Free Market) nel campus. Si tratta di uno spazio dove gli studenti possono lasciare oggetti che non usano più e prenderne altri gratuitamente, al fine di promuovere il riutilizzo e ridurre gli sprechi.[54]

### Pubblicazioni universitarie

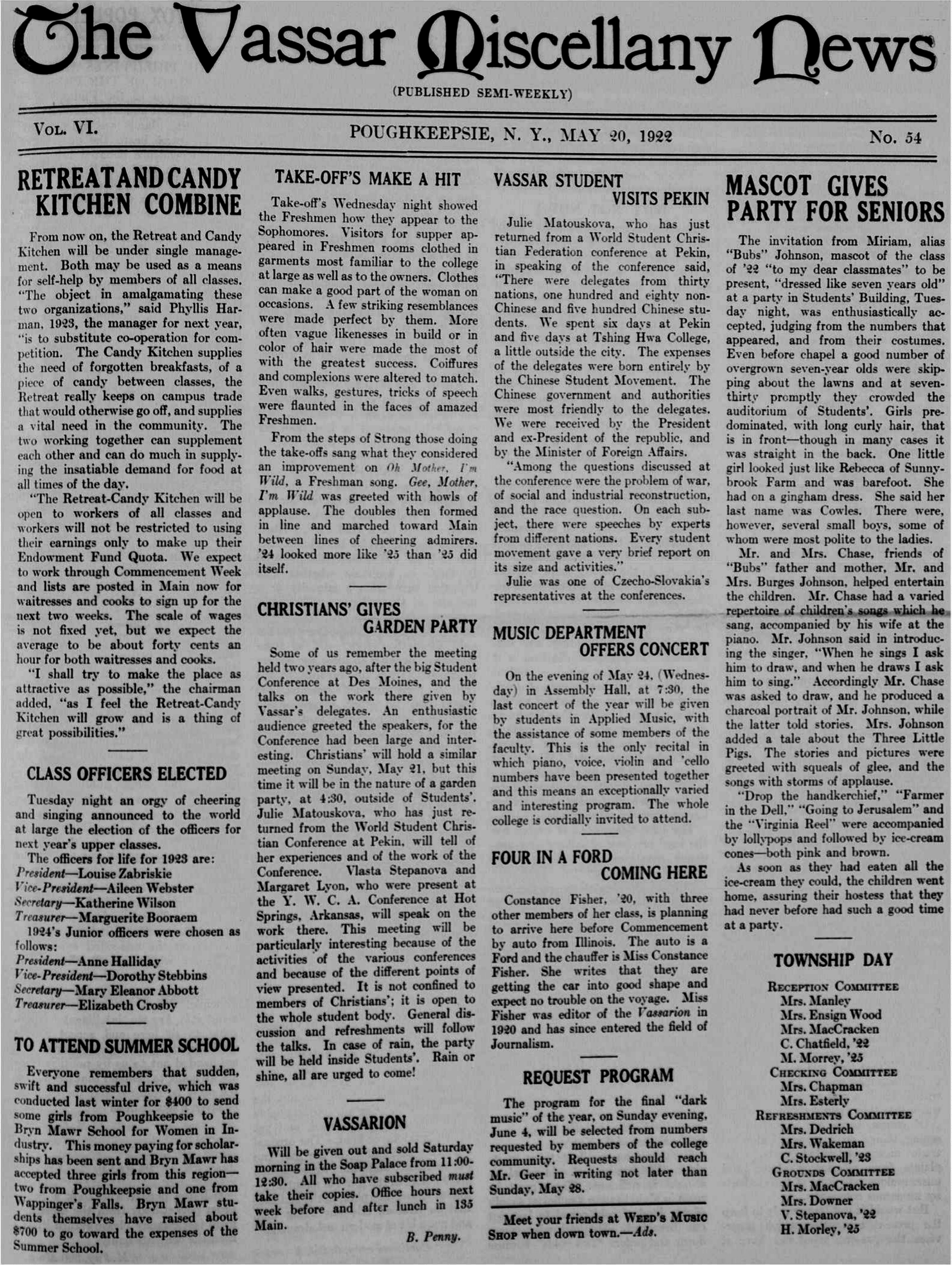
Prima pagina del Miscellany News del 20 maggio 1922

- The Miscellany News, fondato nel 1866, è il settimanale del college, il che lo rende uno dei più antichi settimanali universitari degli Stati Uniti.[55] Viene distribuito gratuitamente quasi ogni giovedì durante il periodo delle lezioni. Nel 2008-09, è diventato uno dei pochi giornali universitari del paese ad aggiornare quotidianamente il proprio sito web.
- The Vassar Chronicle è l'unica rivista politica del college; mira ad ampliare il dibattito politico nel campus pubblicando articoli di approfondimento. Il Chronicle attuale riprende il nome di una pubblicazione studentesca omonima apparsa dal 1944 al 1959 e negli anni '70; la versione attuale è pubblicata mensilmente dal 2010 e ha una tiratura di 1 000 copie.
- The Vassar Student Review è una rivista annuale di letteratura e arte che pubblica opere (narrativa, saggistica creativa, poesia, arti grafiche, fotografia, saggi, ecc.) degli studenti di Vassar. È la più antica pubblicazione letteraria gestita da studenti nella storia del college. Il suo scopo è dare spazio all'espressione creativa della comunità letteraria e artistica di Vassar. La rivista organizza inoltre eventi e attività volti ad arricchire la comunità degli scrittori di Vassar. Tra gli eventi passati figurano seminari di scrittura e serate dedicate alla scrittura ('Writer's Nights') presso il Cafe, oltre alla co-sponsorizzazione di conferenze con relatori di rilievo proposte da altre organizzazioni.
- Squirm è una rivista su sesso e sessualità basata sui contributi degli studenti: Squirm mira a creare nel campus uno spazio positivo per l'esplorazione artistica, letteraria e creativa del sesso.[56] La rivista, pubblicata annualmente dal 1999, consta solitamente di circa 60 pagine ed è distribuita solo alla comunità del campus.[57]
- Contrast è la rivista di arte e stile del college. Viene pubblicata ogni semestre.
- Boilerplate Magazine è un blog che si autodefinisce una "'fonte di notizie alternativa'... che mira a pubblicare pezzi radicali e opere creative che affrontano i problemi attraverso una lente socialmente consapevole".[58][59]

### Governo studentesco
A marzo 2016, con voto 15-2, la Vassar Student Association (VSA) ha approvato una risoluzione che chiedeva il sostegno del movimento di Boicottaggio, Disinvestimento e Sanzioni e il boicottaggio di Israele.

### Atletica

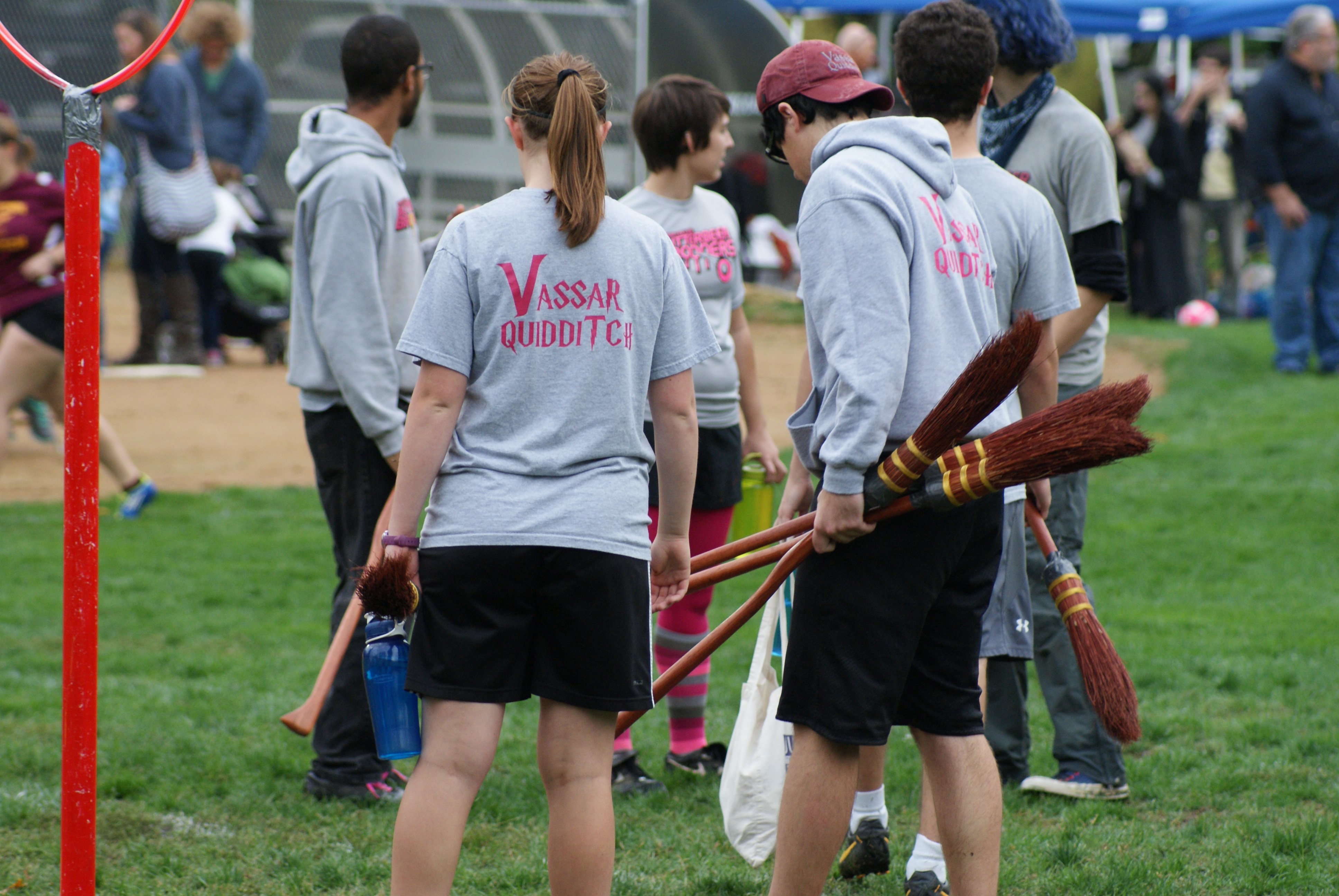
I Butterbeer Broooers, la squadra di Quidditch di Vassar

Il Vassar, conosciuto in ambito sportivo come Brewers, compete nella Divisione III della NCAA, come membro della Liberty League. Il soprannome deriva dal fondatore e omonimo del college, Matthew Vassar, la cui famiglia gestì un birrificio a Poughkeepsie, costruendo poi una considerevole fortuna nel settore.
Il Vassar College offre le seguenti discipline sportive varsity: pallacanestro, baseball, corsa campestre, scherma, hockey su prato (femminile), golf (femminile), lacrosse, canottaggio, rugby, calcio, squash, nuoto e tuffi, tennis, atletica leggera e pallavolo. Gli sport di club includono Ultimate (con squadre Open, Mista e Femminile), la squadra equestre (che compete nell'IHSA), la squadra di polo (affiliata USPA), la squadra di ciclismo (che compete nell'ECCC), Quidditch e la squadra di pattinaggio sincronizzato (affiliata U.S. Figure Skating). 
La pallacanestro si gioca nel nuovo Athletics and Fitness Center. Le partite di pallavolo si tengono nella Kenyon Hall, riaperta nel 2006. Calcio, baseball, hockey su prato e lacrosse si disputano presso i Prentiss Fields, completamente rinnovati nel 2007 con un campo sintetico illuminato (turf), quattro campi in erba, un campo da baseball e una pista di atletica che circonda il campo principale. Sempre nel 2007, nel seminterrato della Kenyon Hall è stata aperta una sala pesi riservata all'allenamento degli atleti delle squadre varsity. 
Nel 2008, la squadra di pallavolo maschile di Vassar ha segnato la prima partecipazione del college a una finale nazionale, battendo UC Santa Cruz per 3-0 in semifinale prima di essere sconfitta da Springfield nella partita per il titolo.
Nel 2007, la squadra di ciclismo di Vassar ha ospitato l'Eastern Collegiate Cycling Championship tra Poughkeepsie e New Paltz, New York. La competizione includeva una corsa su strada di 160 km sulle Shawangunk Mountains a New Paltz e un criterium a Poughkeepsie, a pochi isolati dal campus.
Con una decisione controversa, il 5 novembre 2009, il dipartimento di atletica stabilì di trasformare le squadre di canottaggio maschile e femminile da squadre varsity a club sportivi nell'arco di due anni, come misura di riduzione dei costi.

## Presidenti

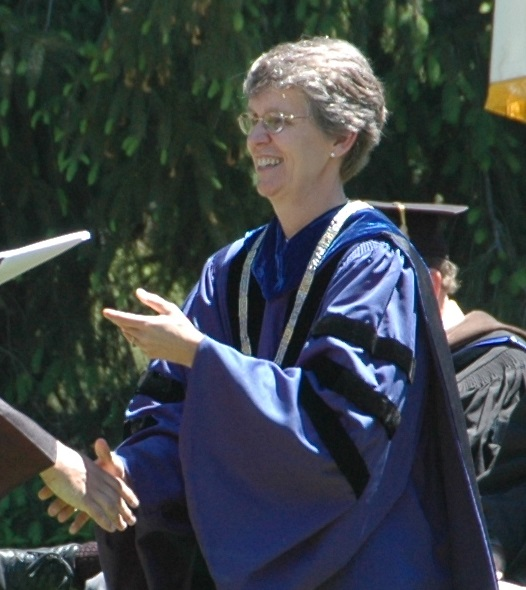
Catherine Bond Hill è stata presidente del college dal 2006 al 2016.

| Nome                    | Periodo   |
| ----------------------- | --------- |
| Milo Parker Jewett      | 1861-1864 |
| John Howard Raymond     | 1864-1878 |
| Samuel L. Caldwell      | 1878-1885 |
| James Monroe Taylor     | 1886-1914 |
| Henry Noble MacCracken  | 1915-1946 |
| Sarah Gibson Blanding   | 1946-1964 |
| Alan Simpson            | 1964-1977 |
| Virginia Beatrice Smith | 1977-1986 |
| Frances Daly Fergusson  | 1986-2006 |
| Catharine Bond Hill     | 2006-2016 |
| Elizabeth Howe Bradley  | 2017-oggi |

## Galleria d'immagini

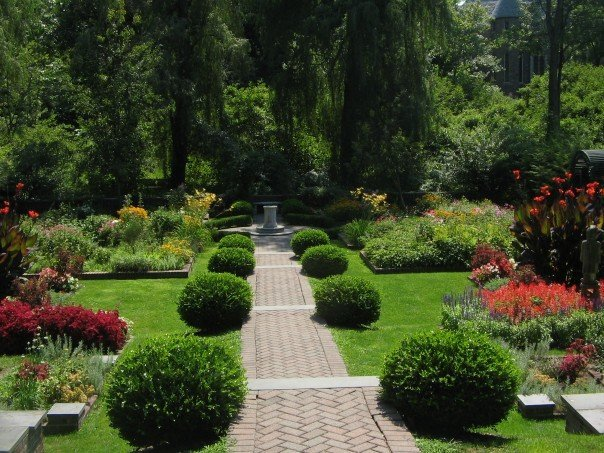
Shakespeare Garden
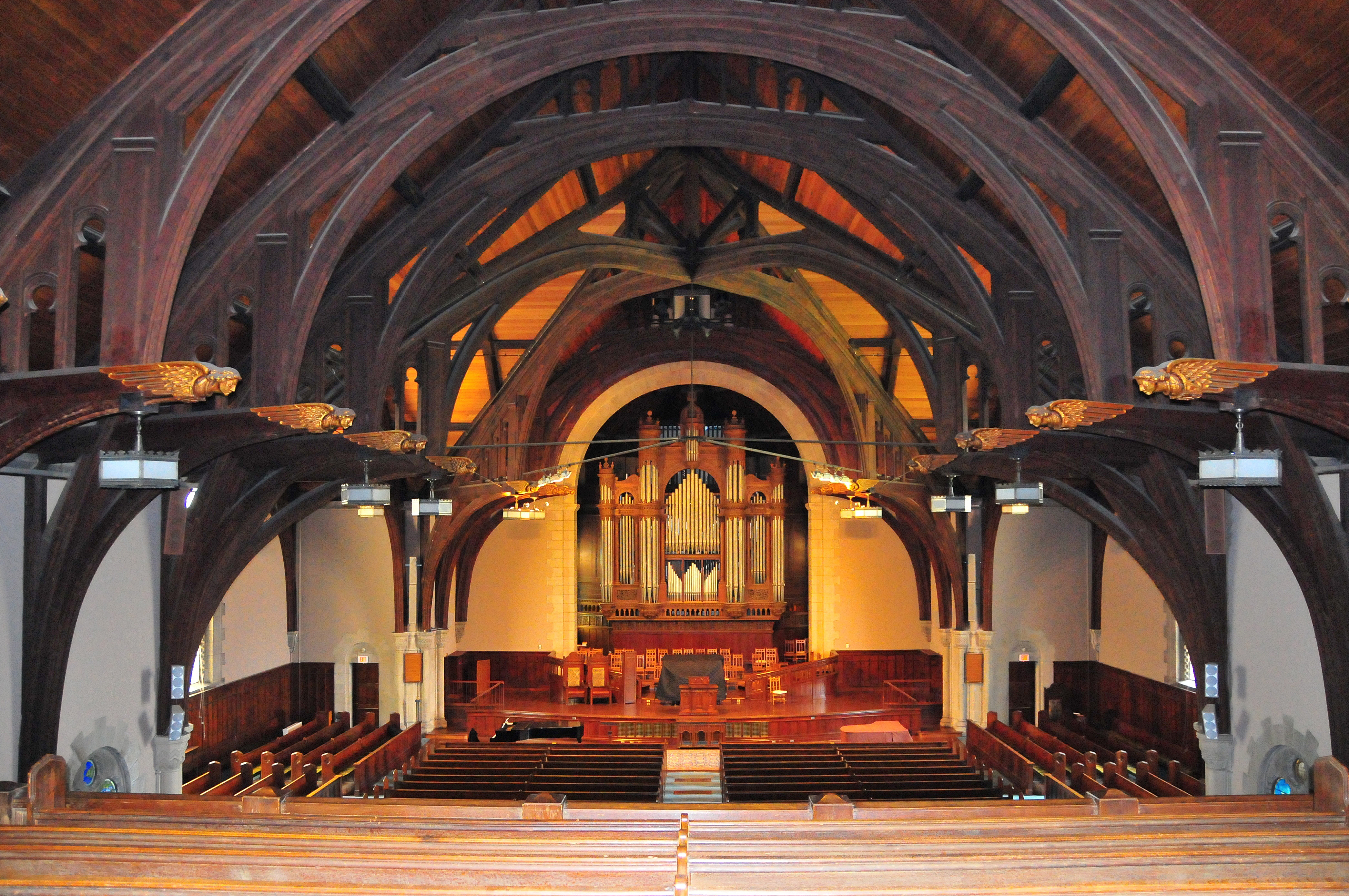
Interno della Vassar Chapel
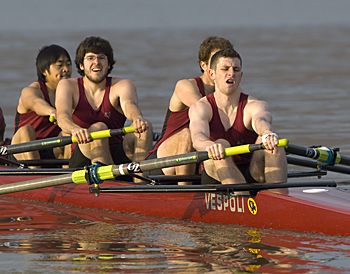
Squadra maschile di canottaggio
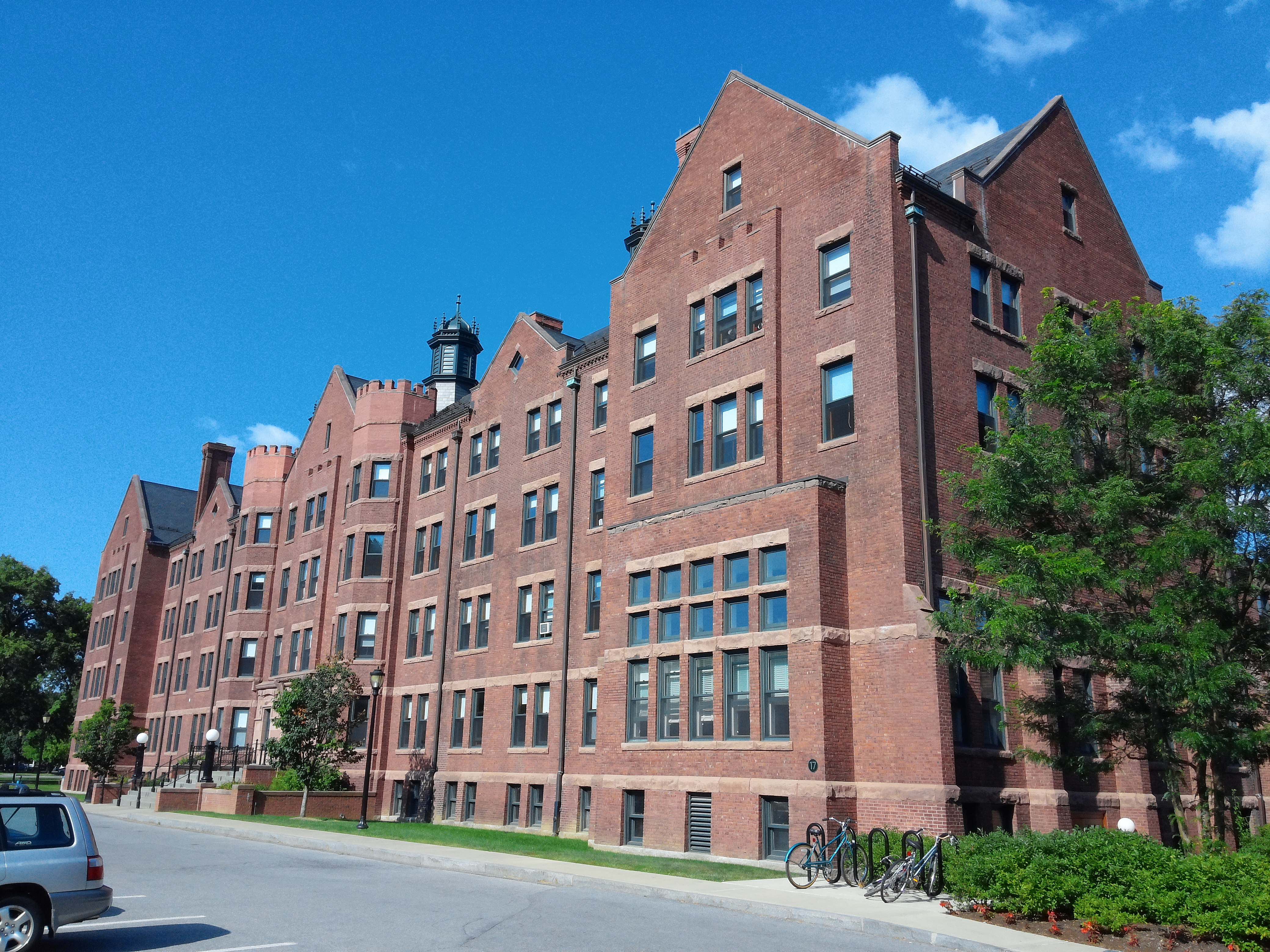
Davison House
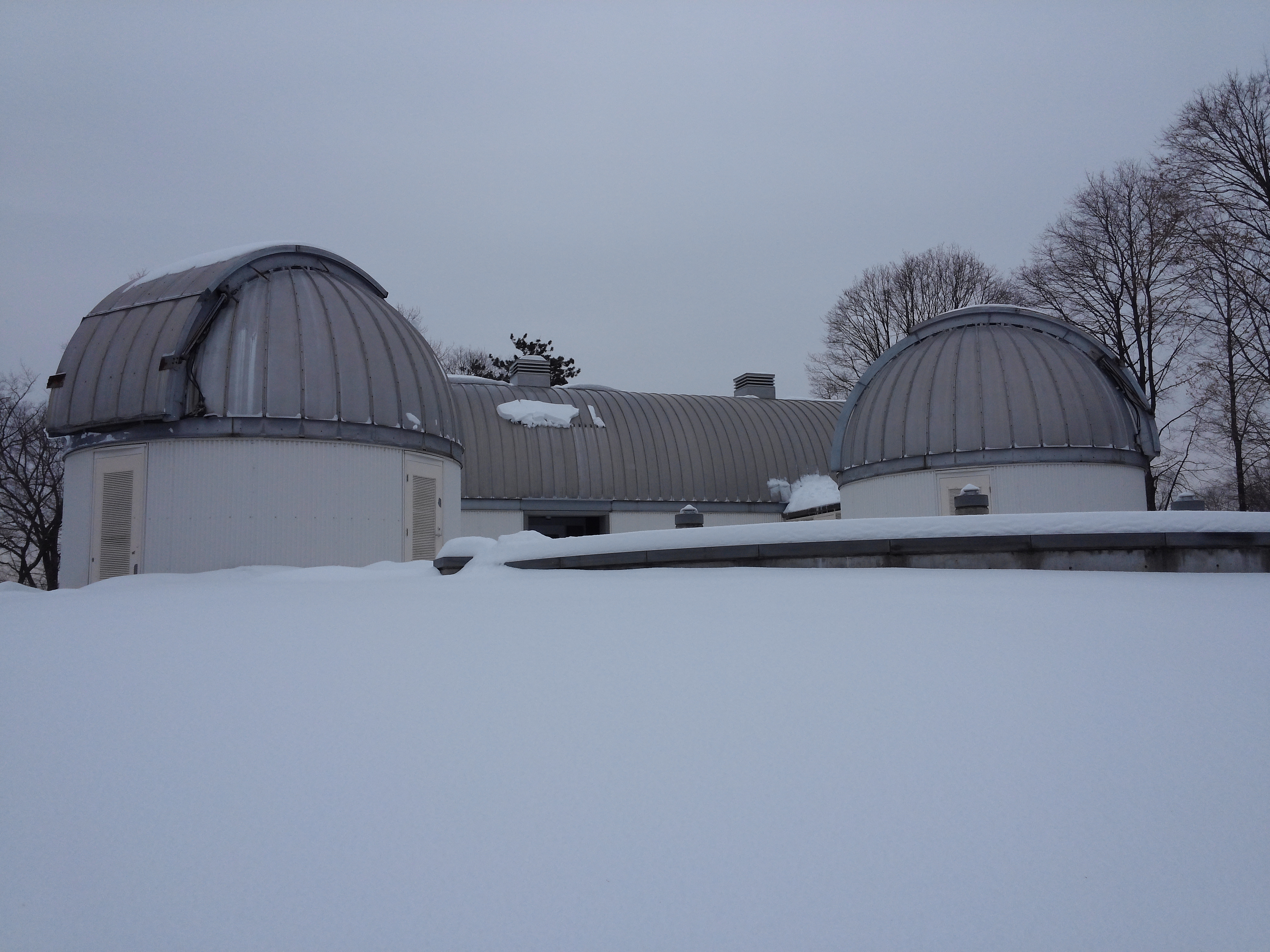
Classe dell'Osservatorio del 1951
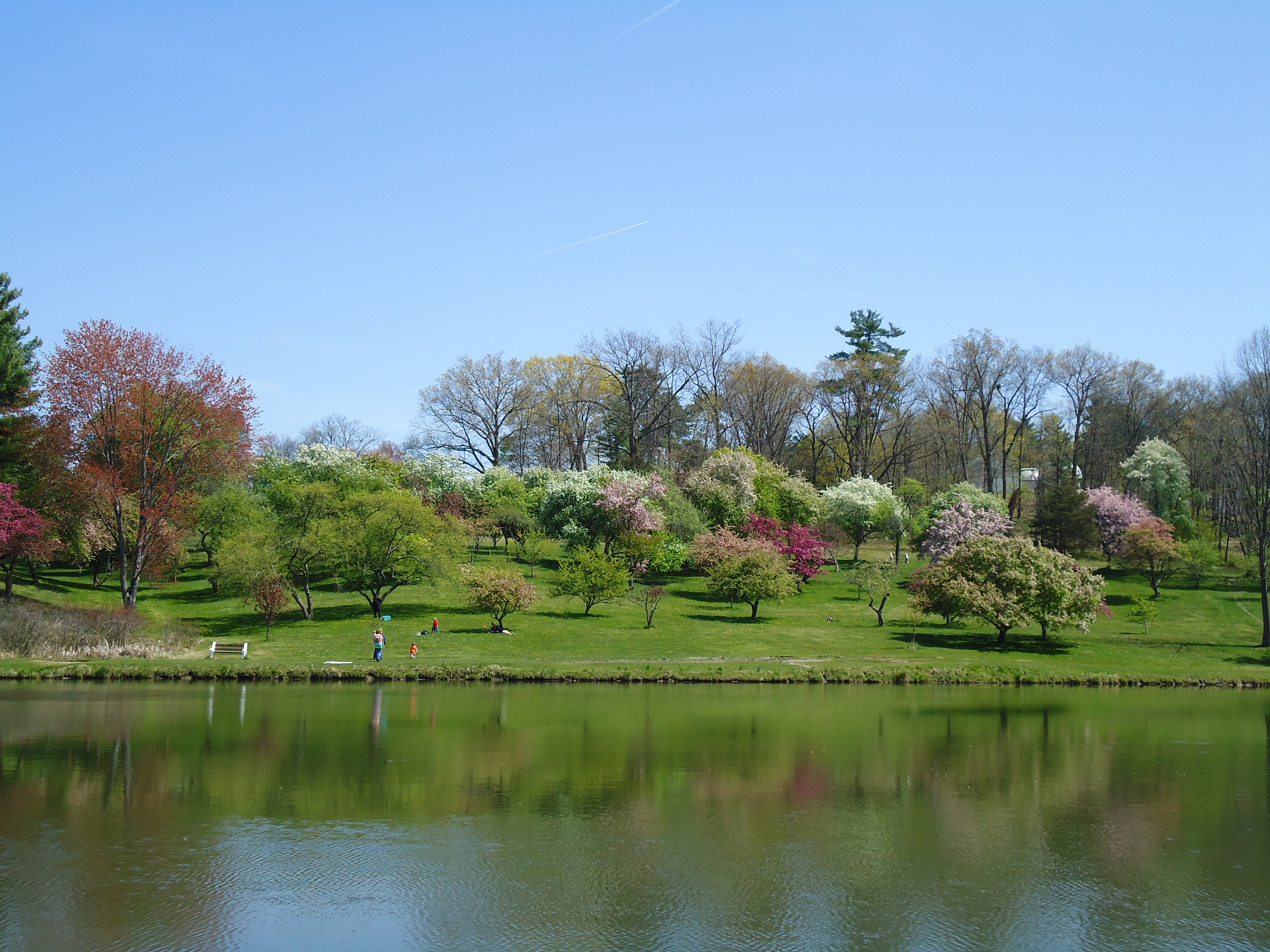
Sunset Lake
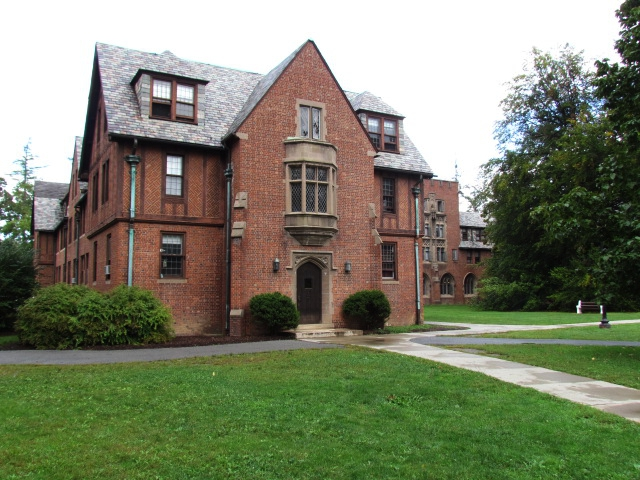
Cushing House
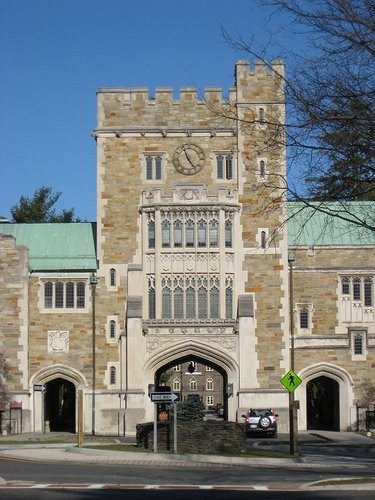
Porta principale di Taylor Hall
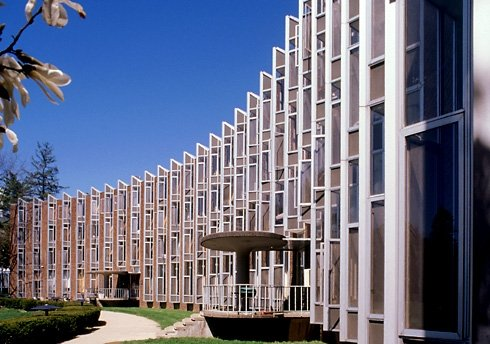
Noyes House
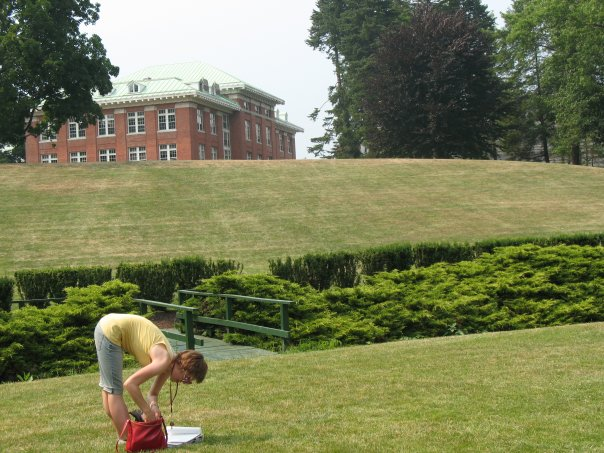
Guardando su Sunset Hill verso Sanders Physics
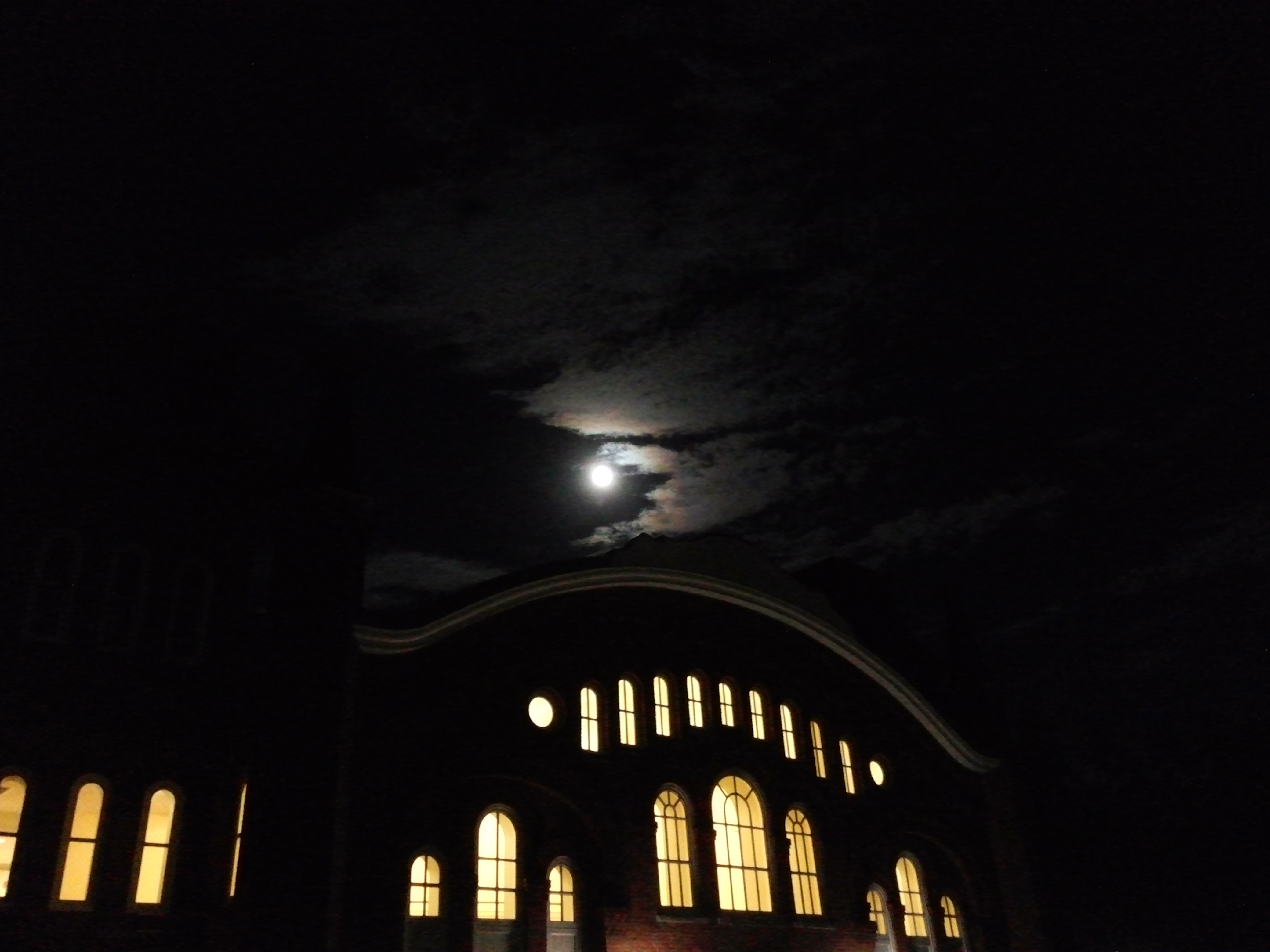
La facciata conservata di Avery Hall nel Vogelstein Center for Drama and Film
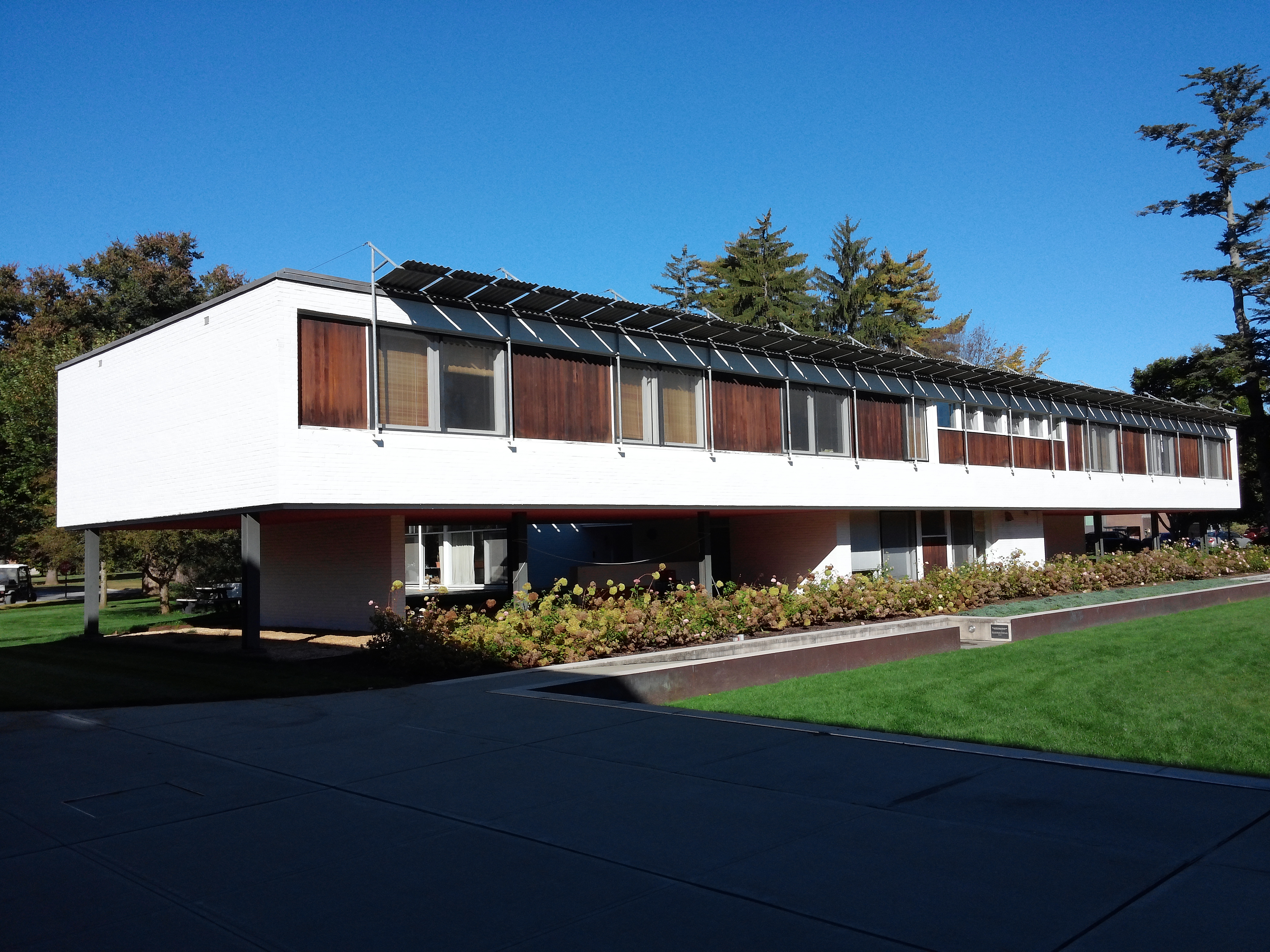
Ferry Cooperative House
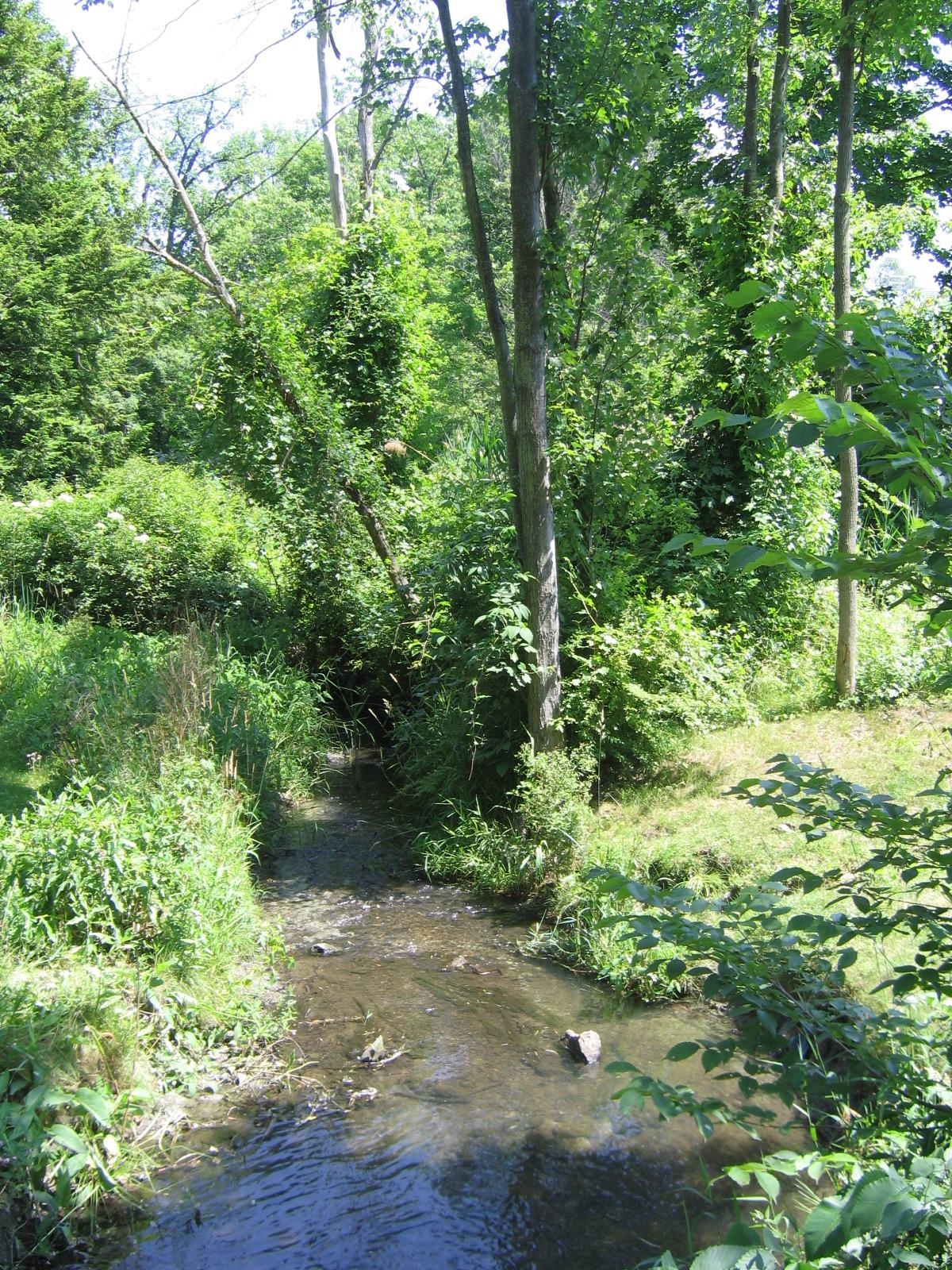
Il Fonteyn Kill
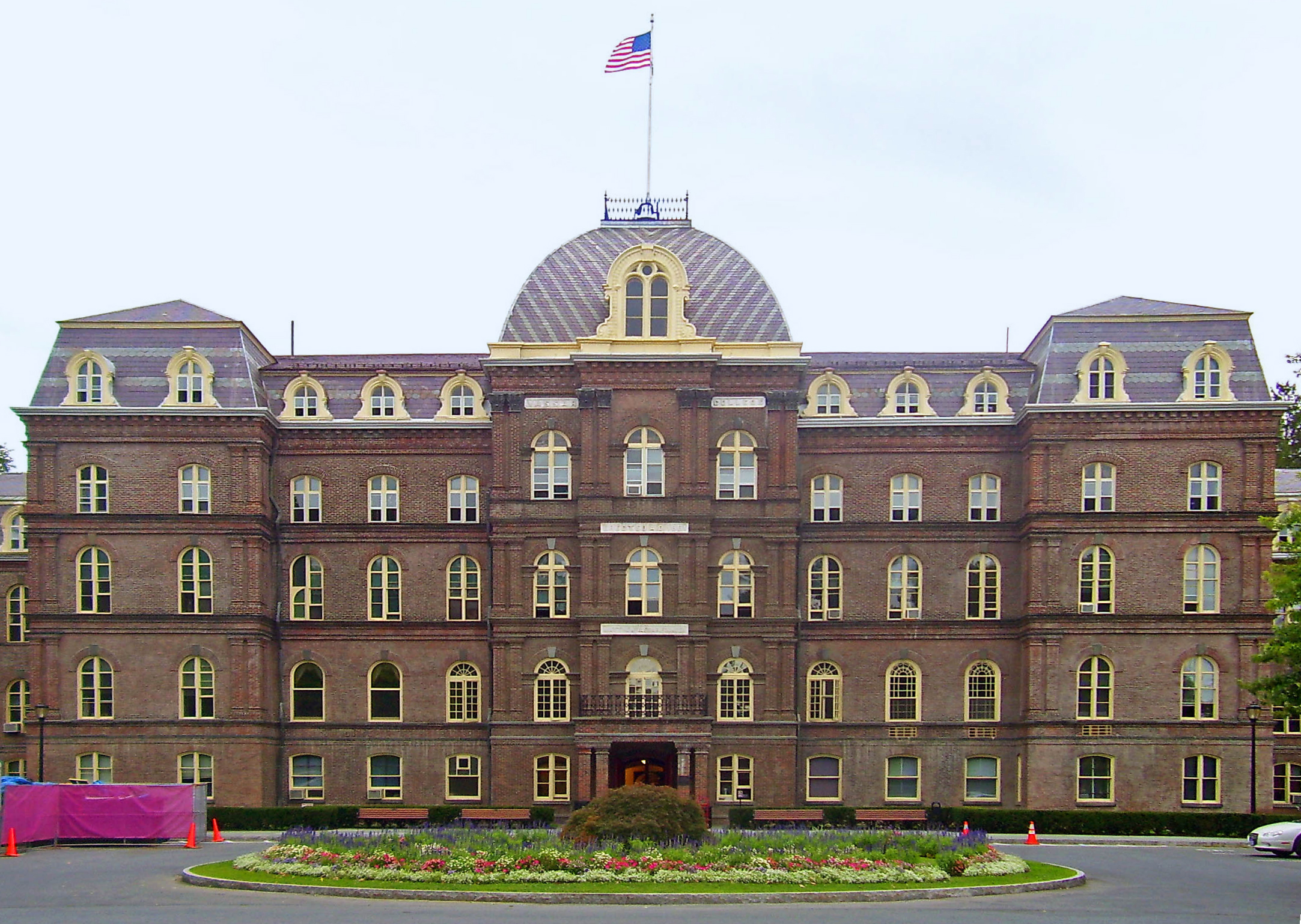
Edificio principale nel 2007, visto da vicino all'ingresso al campus